# 谷口山郷
谷口 山郷（たにぐち さんごう、大正3年（1914年） - 平成12年（2000年）4月26日）は、昭和から平成前期時代の日本画家。

## 経歴
大正3年（1914年）、富山県下新川郡南保村（現・朝日町）に生まれる。父と炭焼きをしながら独学で絵を描き、1933年に上京し太平洋美術学校で洋画を学ぶ。後に川端画学校に転じ、日本画を専攻する。（当時、同校に岩崎巴人も学ぶ。）1937年に召集を受け終戦まで8年間転戦する。復員後郷土に戻り、1948年には小川中学校美術教諭となり「赤い山」の制作を始める。1952年、再興第2回新興美術展にに出品し入選。翌年第3回同展に「残雪の山」、「雪崩」が入選。さらに1955年第5回同展で努力賞受賞で準会員、第6回同展で会員推挙となる。またこの時期毎年読売アンデパンダン展へも出品する。1958年、岩崎巴人、長崎莫人らと日本表現派を結成し、渋谷東横百貨店で開催した第1回展に「孤岩」と「師走の空」を出品。以後1965年まで派展へ出品を続ける。1967年、日本表現派を退会、以後美術団体に属さず、独自の道を歩む。1974年に朝日町東草野に転居し、「廃家シリーズ」を描き始める。1992年、朝日町立ふるさと美術館で「異端の日本画家三人展」開催。また、地元の赤川焼で自ら製作した「山郷徳利」などの作品を残した。2000年没。

## 作品
- 「赤い山」[2]
- 「残雪の山」
- 「雪崩」
- 「凍天」
- 「雪の夜」
- 「寂夜」
- 「天の川」
- 「雪崩れる山」
- 「山塊」
- 「暮雪」
- 「孤岩」
- 「師走の空」